# Kuchyně Kokosových ostrovů

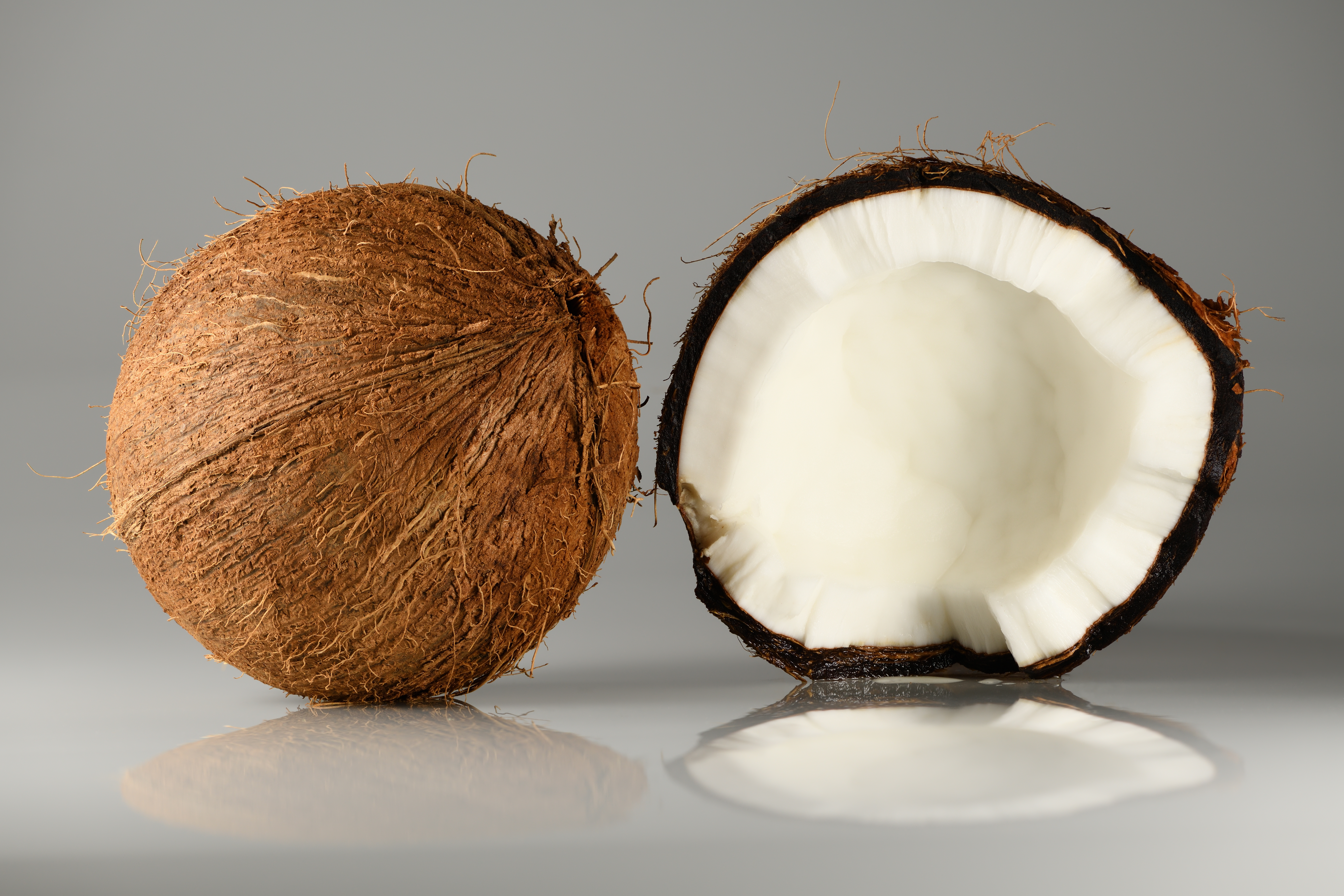
Kokosový ořech

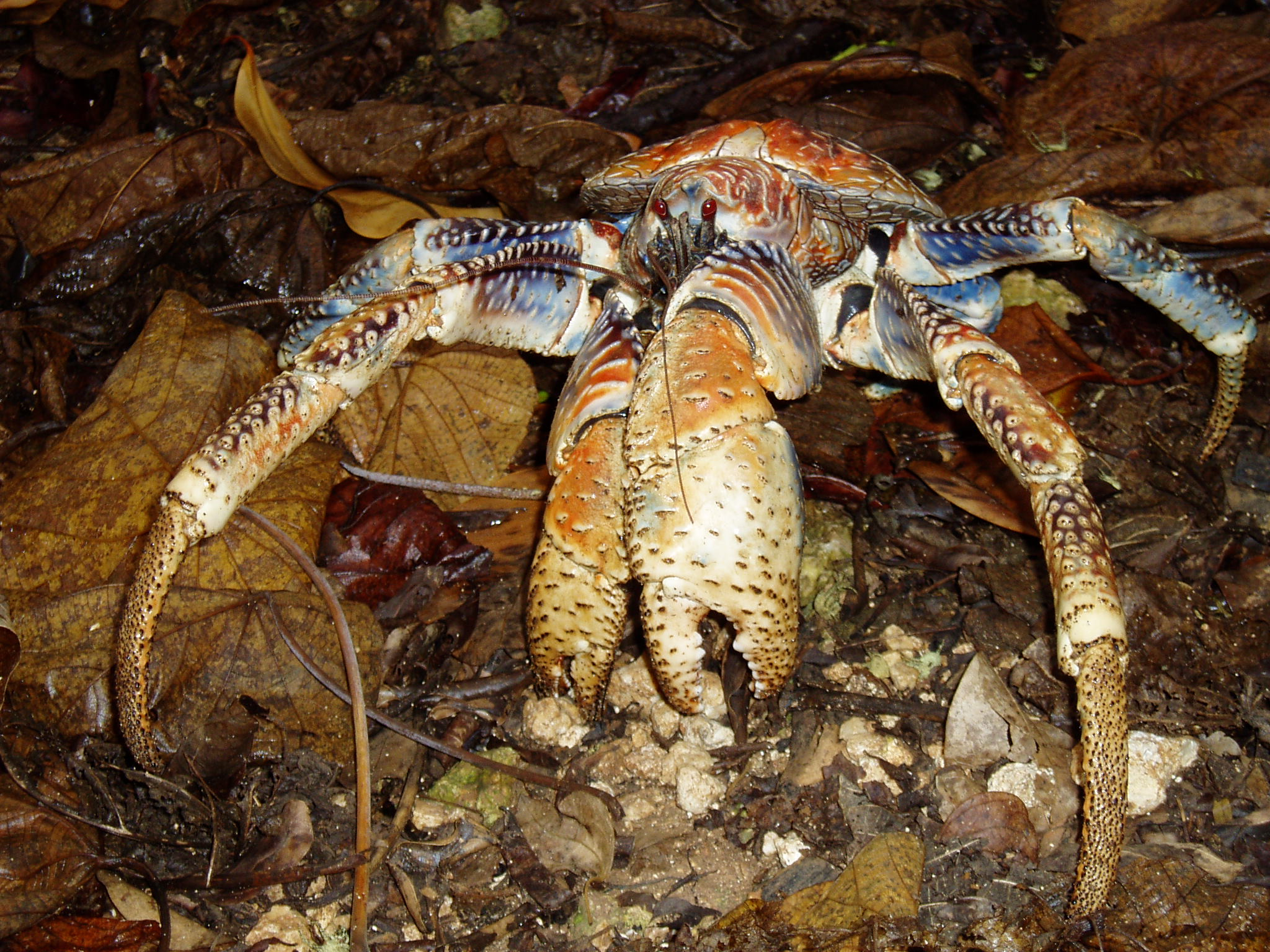
Palmový krab

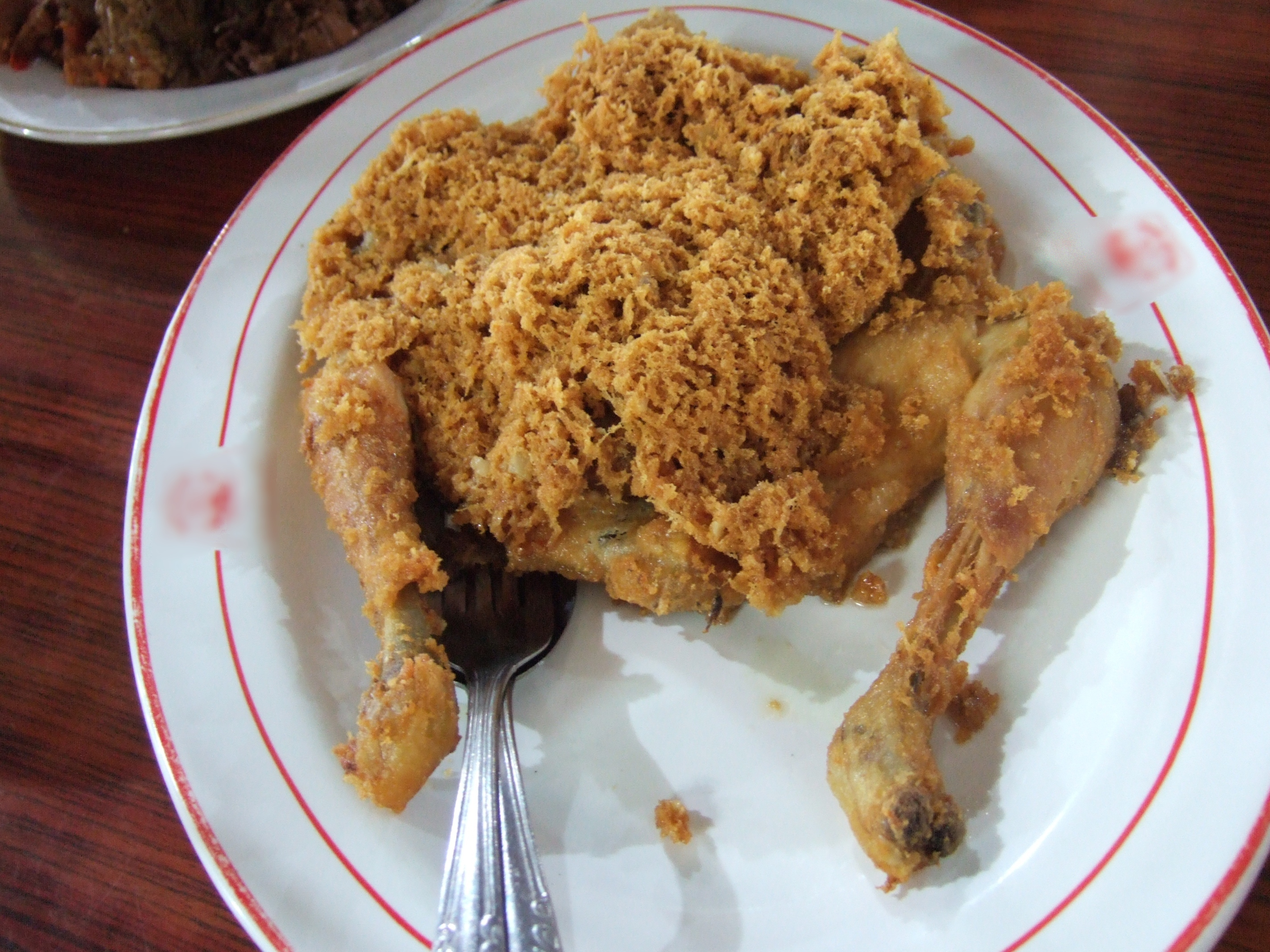
Ayam goreng

Kuchyně Kokosových ostrovů vychází především z malajské kuchyně, jelikož velká většina obyvatel ostrovů je malajského původu, nicméně má i svá specifika. Patrný je ale i vliv dalších asijských kuchyní nebo australské kuchyně (protože Kokosové ostrovy jsou součástí Austrálie).
Velmi důležitou plodinou kuchyně Kokosových ostrovů jsou kokosové ořechy (jak je reflektováno i v názvu ostrovů). Na ostrovech jsou pěstovány kokosové palmy, a produkce kokosových ořechů, kokosového oleje a kopry jsou důležitou součástí ekonomiky ostrovů. Místním specifikem je také krab palmový, velký krab, který bývá loven na maso. Další důležitou surovinou na ostrovech jsou ryby a mořské plody.
Na Kokosových ostrovech se nachází hrstka restaurací, barů, bister s rychlým občerstvením a supermarketů, mnohdy určených pro turisty.
Typické pokrmy Kokosových ostrovů jsou povětšinou převzaté z malajské kuchyně, často zjednodušované, protože většinu surovin je nutné na ostrovy dovážet, přičemž obchody na ostrovech nebyly vždy v historii dobře zásobené. Mezi nejtypičtější pokrmy patří ayam goreng - smažené pikantní kousky kuřecího masa, nasi uduk - rýže vařená v kokosovém mléce, satay - grilované špízy nebo ikan bakar - grilované ryby.